# 沈劳
沈劳（英語：Lao Shen）（1925年3月1日—？年），香港影视演员。

## 生平
1925年出生于中国湖南，后投身香港影视界，成为了演员，并出演了很多邵氏公司等公司出品的作品。其基本都在在作品里出演配角，出演的作品大概200多部，多为武侠片，并被评为“盛开的花朵背后不可或缺的绿叶”。
第一次出演的作品是1965年的《烽火钟声》。
后在1990年拍摄完《小偷亞星》后息影，之后下落不详。

## 资料来源
1. ↑  . 新加坡写作人协会. 1979.
2. ↑  . mydramalist.
3. ↑  . 香港影库.   [2023-01-03]. （原始内容存档于2023-01-03）.
4. ↑  . imdb.   [2023-01-03]. （原始内容存档于2023-01-03）.

## 外部連結
- 沈劳在互联网电影资料库（IMDb）上的資料（英文）
- 沈劳在香港影庫上的簡介